# Rippen
Rippen bezeichnet im Computerjargon das Kopieren von einer Datenquelle auf ein anderes Speichermedium, meist auf eine Festplatte. Das Verb leitet sich vom englischen „to rip“ ab, das in diesem Zusammenhang so viel wie „(herunter-)reißen“ bedeutet. Der Jargon-File-Eintrag für rip gibt einen Ursprung des Begriffs im Amiga-Slang an, wo er verwendet wurde, um die Extraktion von Multimedia-Inhalten aus Programmen zu bezeichnen.

## Konzept
Datenquellen können beispielsweise analoge Aufnahmen, Audio-CDs, Binärdateien, DVDs, Blu-ray Discs oder Datenströme aus dem Internet, beispielsweise von Internetradios, sein. Beim Rippen werden häufig Datenformate konvertiert und ein möglicherweise bestehender Kopierschutz entfernt. Nach dem Rippen lassen sich die Daten meist beliebig vervielfältigen. Für das Rippen von Daten von verschiedenen Medien wird ein spezialisiertes Rip-Programm benötigt.

## A/D-Ripping
Einen Sonderfall stellt das A/D (analog/digital)-Ripping dar. Hierzu werden keine speziellen Programme benötigt. Es wird ausschließlich für Audio-Dateien bzw. Audiospuren von Filmen eingesetzt. Das am Ausgang der Soundkarte eines Computers oder digitalen Abspielgeräts anliegende analoge Tonsignal wird über einen A/D-Wandler digitalisiert und einem Aufnahmeprogramm auf dem Abspielcomputer oder einem Fremdcomputer/Aufnahmegerät zugeführt. Die Qualität der Kopie ist vorrangig von den Eigenschaften der Soundkarte abhängig. Wie bei vielen anderen Rippingverfahren wird hier der Kopierschutz umgangen und u. U. fremde Rechte verletzt. A/D-Ripping hinterlässt auf den verwendeten Computern keine Spuren, die den Vorgang belegen.

## Rippen von Audio-Streams
Der CD-Ripper No23 Recorder ermöglicht zudem das Aufnehmen von Audio-Streams. Ein entsprechendes Programm für Internetradio-Streams ist der Streamripper.

## Rippen von Filmen
- PDTV: Rippen von einer rein digitalen Quelle
- BD-Rip: Kopieren von einer Blu-ray Disc
- DVD-Rip: Kopieren einer DVD
- VHS-Rip: Kopieren von einer VHS-Kassette (niedrigere Auflösung und Tonqualität als DVD-Rip)
- R5-Rip (R5): Kopieren von einer Region-5-DVD (früh verfügbare DVD aus Gebiet der ehemaligen Sowjetunion) (Kinoqualität, nicht nachbearbeitet)
- Screener (Scr): Kopieren einer Vorab-DVD (oft eingeblendete Schwarz-Weiß-Abschnitte, Hinweistexte usw.)
- Telecine (TC): Kopieren eines Kinofilms mit Hilfe eines Abtastgerätes
- Telesync (TS): Abfilmen eines Kinofilms mit einer Kamera mit Stativ in einem meist leeren Kino
- Cam-Rip: Abfilmen eines Kinofilms mit einem Camcorder in einem öffentlichen Kino

## Rippen von Programmdaten
Klang- und Bilddateien in ausführbaren Binärdateien wie Spielen oder Demos können mit File Rippern aus diesen extrahiert werden. Ein bekannter Ripper aus den 1990er Jahren ist der Multiripper, aktuelle Varianten sind z. B. der DragonUnpacker oder MultiEx Commander.

## Rechtliche Situation
Die rechtliche Grundlage, von einer urheberrechtlich geschützten Datenquelle eine Kopie mithilfe eines Rip-Programms zu erstellen, ist weltweit uneinheitlich geregelt. Im europäischen Raum gilt vielfach, dass für rein private Zwecke Kopien in eingeschränktem Rahmen erlaubt sind.